# Educación audiovisual
La educación audiovisual es la educación basada en la presentación de materiales didácticos donde se presta particular atención al audio y la presentación visual del material con la meta de mejorar la comprensión y la retención. Además, permite lograr procesos de enseñanza y aprendizaje significativos y eficaces. La eficiencia de los medios audiovisuales en la educación, sustenta su accionar en la percepción a través de los sentidos.
Después del uso de videos formativos y otros recursos visuales durante la Segunda Guerra Mundial, la tecnología audiovisual se desarrolló gradualmente en sofisticación y su uso se extendió más en centros educativos como escuelas, universidades, museos y galerías, así como en destinos turísticos.

## Descripción
Su inclusión en el mundo educativo se debe a su capacidad para captar la atención del alumno y por la facilidad de complementar las explicaciones del docente, lo que provoca en el estudiante una mayor capacidad de atención y concentración, una mayor retención de la información y una mejora en la comprensión gracias a la clasificación e interpretación de la información; de esta forma, un recurso audiovisual se convierte en recurso educativo cuando el discente logra alcanzar un objetivo didáctico.  
Los niños aprenden mejor al observar y copiar las conductas de los adultos. Por lo tanto, es evidente que el aprendizaje es más efectivo cuando se estimulan las experiencias sensoriales. Estos incluyen imágenes, diapositivas, colores, radios, videos, sonidos y otras herramientas audiovisuales que se pueden manipular y reutilizar de manera de que se puedan mostrar objetos y realidades que no se hubieran podido representar de formas convencionales. Según el diccionario Webster, las ayudas audiovisuales se definen como "materiales de capacitación o educativos dirigidos tanto al sentido del oído como al sentido de la vista, películas, grabaciones, fotografías, etc. utilizados en las instrucciones del aula, colecciones de la biblioteca o similares". El concepto de ayudas audiovisuales se remonta al siglo XVII cuando John Amos Comenius, educador bohemio, introdujo las imágenes como material didáctico en su libro Orbis Sensualium Pictus ("imagen del mundo sensual") que fue ilustrado con 150 dibujos de la vida cotidiana. De manera similar, Jean-Jacques Rousseau y Johann Heinrich Pestalozzi defendieron el uso de materiales visuales y de juego en la enseñanza. Más recientemente, los medios audiovisuales también fueron ampliamente utilizados durante y después de la Segunda Guerra Mundial por el servicio armado. El uso exitoso de imágenes y otras ayudas visuales en las fuerzas armadas de los Estados Unidos durante la Segunda Guerra Mundial probó la efectividad de las herramientas de instrucción. Hay varios tipos de materiales audiovisuales que van desde películas, microformas, diapositivas, materiales opacos proyectados, grabación de cintas y flashcards.
En el mundo digital actual, las ayudas audiovisuales han crecido exponencialmente con varios elementos multimedia, como DVD educativos, PowerPoint, series educativas televisivas, Youtube y otros materiales en línea. El objetivo de las ayudas audiovisuales es mejorar la capacidad del profesor para presentar la lección de forma sencilla, efectiva y fácil de entender para los alumnos. El material audiovisual hace el aprendizaje más permanente ya que los estudiantes usan más de un sentido.
Es importante crear conciencia para el ministerio de educación, como hacedores de políticas en las escuelas secundarias, de la necesidad de inculcar los recursos audiovisuales como la principal pedagogía de la enseñanza en los planes de estudios. El resultado es promover el material audiovisual en las escuelas secundarias porque carecen del recurso para producirlas. La instrucción visual hace que las ideas abstractas sean más concretas para los alumnos. Esto es para proporcionar una base para que las escuelas comprendan los papeles importantes en el fomento y apoyo del uso de los recursos audiovisuales. Además, los estudios han demostrado que existe una gran diferencia entre el uso y la no utilización de material audiovisual en la enseñanza y el aprendizaje.

## Ventajas
El uso de ayudas audiovisuales permite mantener la disciplina en la clase ya que toda la atención de los alumnos se centra en el aprendizaje. Esta sesión interactiva también desarrolla el pensamiento crítico y el razonamiento que son componentes importantes del proceso de enseñanza-aprendizaje.
Lo audiovisual proporciona oportunidades para la comunicación efectiva entre el maestro y los estudiantes en el aprendizaje. Por ejemplo, en un estudio sobre clases de inglés como lengua extranjera (EFL), las dificultades con las que se enfrenta el alumno EFL son la falta de motivación, la falta de exposición al idioma de destino y la falta de pronunciación por parte del profesor, y tales dificultades pueden superarse a través del audio como propósito de comunicación y visual como mayor exposición.
Los estudiantes aprenden cuando están motivados y sienten curiosidad por algo. Las instrucciones verbales tradicionales pueden ser aburridas y dolorosas para los estudiantes. Sin embargo, el uso del audiovisual proporciona una motivación intrínseca a los estudiantes al aumentar su curiosidad y estimular sus intereses en las materias, incentivando así el autoaprendizaje.

## Desventajas
Demasiado material audiovisual utilizado al mismo tiempo puede provocar aburrimiento. Solo es útil si se implementa de manera efectiva. Teniendo en cuenta que cada situación de aprendizaje docente varía, es importante saber que todos los conceptos pueden no ser aprendidos de manera efectiva a través de lo audiovisual. La mayoría de las veces equipos como el proyector, los altavoces y los auriculares cuestan un poco, por lo que algunos colegios no se lo pueden permitir. Además, el profesor necesita mucho tiempo para familiarizarse con el nuevo equipamiento. Algunos estudiantes pueden sentirse reacios a hacer preguntas mientras la película se está reproduciendo y en habitaciones pequeñas puede ser una barrera física. En lugares donde la electricidad no está disponible (zonas rurales), no es factible utilizar ayudas audiovisuales que se requieran electricidad.

## Hipótesis principales del aprendizaje multimedia
1. Hay dos canales separados (auditivas y visuales) para el procesamiento de la información (a veces referido como la teoría Dual-Coding);
2. Cada canal tiene una capacidad limitada (finita) (similar a la noción de Sweller de carga cognitiva);
3. El aprendizaje es un proceso activo de filtrar, seleccionar, organizar, e integrar la información basada en el conocimiento previo.[10]

## Equipamiento usado para presentaciones audiovisuales
- Dioramas
- Linternas mágicas
- Planetario
- Proyectores de películas
- Proyectores de diapositivas
- Proyectores de opacos (episcopios y epidiascopios)
- Retroproyectores
- Grabadoras